# Евелін Делай
Евелін Деллал (італ. Eveline Dellai — нар. 10 липня 1993, Вілламонтагна, Тренто, Італія) — італійська та чеська порноакторка.
Відома як одна з близнючок Деллал (англ. Dellai Twins) разом із сестрою Сільвією Деллал.

## Життєпис
Сестри народилися 10 липня 1993 в Вілламонтагна, Тренто, Італія в родині італійця і чешки.
У 7 років переїхали з сім'єю в Прагу, Чехія.

### Порноіндустрія
У серпні 2015 року, у 22 роки Евелін почала зніматися в еротичних фотосесіях, після чого потрапилп на кастинг Czech Casting, який виявився зйомками порно. Через два місяці Евелін втягує в порноіндустрію сестру, яка почала зніматися під псевдонімом Сільвія Деллал (італ. Silvia Dellai).
Протягом чотирьох перших місяців Евелін знімали в переважно хардкорних сценах сексу від студії Legal Porno.
Знімається для порностудій DDF, Digital Playground, Evil Angel, Legal Porno, Mofos, Nubiles Porn, Private, TeenCoreClub і багатьох інших.
У листопаді 2017 року вперше номінована на премію AVN Awards в категорії «Найкраща іноземна виконавиця року».
У жовтні 2019 стала володаркою премії Venus Award в категорії «Краща VR-акторка».
В кінці березня 2019 року сестри Деллал з'явилися в італійському ток-шоу Live — Non è la D'Urso Барбари Д’Урсо.
За даними сайту IAFD на жовтень 2019 року знялася в понад 50 порнофільмах.

## Вибрана фільмографія
- 2016 — Dirty Schoolgirls
- 2016 — Do Me And My Classmate[12]
- 2017 — Anal Virgins 4
- 2017 — Babysitting Twin Sisters
- 2017 — Balearic Love[13]
- 2017 — Rocco Sex Analyst 2
- 2017 — Ski Bums
- 2017 — Twinwatch
- 2018 — 4-Way Pussy Bang
- 2018 — Costume Party
- 2018 — Driver Duties 9
- 2019 — 17 Best Schoolgirls